# Аліпова Елізабет Євгенівна
Елізабет Аліпова — українська хокеїстка. Чемпіонка України та переможниця чемпіонату світу серед жінок в Дивізіоні III А.

## Життєпис
Сестри-близнючки Елізабет і Елен народились в Чехії, в той період коли їх батько — відомий хокеїст та тренер Євген Леонідович Аліпов виступав за місцеву хокейну команду «Гавіржов». 
В дитинстві сестри Аліпови займались артистичним плаванням та  навчались в олімпійському коледжі імені Івана Піддубного. 
У 2015 році в Києві було створено жіночу команду «Україночка», а її головним тренером було назначено Євгена Аліпова. Саме він запропонував донькам спробувати себе у новому для них виді спорту, а вже через рік сестри Аліпови в складі новоствореної команди брали участь у дебютному чемпіонаті України серед жінок.
У травні 2018 року Федерація хокею України ухвалила рішення про відновлення національної жіночої збірної України з хокею. Елізабет разом з сестрею потрапила до заявки команди яка поїхала на кваліфікаційний турнір чемпіонату світу, що проходив у січні 2019 року у Кейптауні. Збірна України здобула там перемогу у всіх чотирьох своїх матчах та завоювала путівку до другого дивізіону.
У сезоні 2018—19 в фінальній серії до чотирьох перемог чемпіонату України «Україночка» перемогла харківських «Пантер», а Аліпови отримали свої перші золоті медалі в  національній першості.
Через повномасштабне вторгнення Росії в 2022 році спортивні змагання в країні тимчасово припинились і команду «Україночка» було розформовано. Сестри Аліпови через війну вимушено переїхали до Швейцарії. Дві гри там зіграли в елітному дивізіоні швейцарського чемпіонату за клуб «Амбрі-Піотта», а решту сезону виступали за його резервну команду. 
Після повернення в Україну деякий час Елізабет допомагала тренувати дітей в СДЮШОР «Крижинка», а коли хокейний клуб «Кепіталз» оголосив про намір створити жіночу команду під своєю егідою, сестри Аліпови одразу ж виявили бажання долучитись до цього проєкту та допомагали сформувати склад.
У 2024 році Аліпови разом з національною збірною виграли золоті медалі в третьому дивізіоні чемпіонату світу. Українська команда під керівництвом їх батька переграла всіх своїх суперниць по групі, посіла перше місце та здобула підвищення у класі. 
У сезоні 2023—24 років Елізабет Аліпова в складі «Київ Кепіталз» стала найкращою бомбардиркою чемпіонату. В її активі було 41 закинута шайба та 24 результативні передачі.